# Хуліан Фернандес
Хуліа́н Ферна́ндес (ісп. Julián Fernández, нар. 30 січня 2004, Буенос-Айрес, Аргентина) — аргентинський футболіст, фланговий півзахисник клубу МЛС «Нью-Йорк Сіті».

## Ігрова кар'єра

### Клубна
Хуліан Фернандес є вихованцем клубнох академії столичного «Велес Сарсфілд». 20 лютого 2022 року у матчі проти «Індепендьєнте» Фернандес дебютував в основному складі «Велес Сарсфілд». Також у 2022 році футболіст брав участь у розіграші Кубка Лібертадорес.
1 серпня 2023 року футболіст приєднався до американського «Нью-Йорк Сіті», з яким підписав контракт до кінця 2027 року. Першу гру в новій команді Фернандес провів 20 серпня, коли вийшов на заміну у матчі проти «Міннесота Юнайтед».

### Збірна
В період з 2022 по 2023 роки Хуліан Фернандес провів шість матчів у складі молодіжної збірної Аргентини.